# Giovanni I Sanudo
Giovanni I Sanudo (... – 1362) fu il sesto duca del Ducato di Nasso dal 1341.

## Biografia
Giovanni I Sanudo era il figlio di Guglielmo I Sanudo. Nel 1341 divenne duca dopo la morte del fratello Niccolò I Sanudo.
Nel 1344 i turchi occuparono parte di Nasso, rendendo prigionieri e schiavi 6.000 abitanti circa.
Fu un sostenitore di Venezia nella guerra con Genova, ma fu catturato e fatto prigioniero a Genova nel 1354. Fu liberato in seguito al tratto di pace del 1355.
Sposò una certa Maria ed ebbe un'unica figlia che prese il potere dopo la sua morte di nome Fiorenza